# Mumbai Football Arena
Mumbai Football Arena là một sân vận động đa năng ở Mumbai, Ấn Độ. Sân nằm trong Khu liên hợp thể thao Andheri. Sân chủ yếu được sử dụng cho các trận đấu bóng đá.
Đây là sân nhà của Mumbai City FC thuộc Indian Super League. Sân vận động có sức chứa 7.960 khán giả cho các trận đấu của ISL và dự kiến là một trong những địa điểm tổ chức Giải vô địch bóng đá U-17 thế giới 2017. Đội tuyển bóng đá quốc gia Ấn Độ đã tổ chức trận đấu giao hữu quốc tế tại đây vào ngày 3 tháng 9 năm 2016 với đội tuyển bóng đá quốc gia Puerto Rico. Ấn Độ đã giành chiến thắng với tỷ số 4–1 tại sân vận động chật kín khán giả. Đây là trận đấu giao hữu quốc tế đầu tiên được tổ chức tại Mumbai sau 61 năm.
Vào tháng 6 năm 2018, sân vận động này đã tổ chức tất cả 7 trận đấu của Cúp Liên lục địa 2018, một giải đấu giao hữu tứ hùng bao gồm Ấn Độ, Kenya, New Zealand và Đài Bắc Trung Hoa. Ấn Độ đã đánh bại Kenya 2–0 trong trận chung kết và giành chức vô địch giải đấu.
Aditya Thackeray, một chính trị gia địa phương, và ngôi sao Bollywood Ranbir Kapoor được biết đến là những người đã đóng vai trò quan trọng trong việc tái phát triển sân vận động.
Sân đã tổ chức trận chung kết Indian Super League 2019 giữa Bengaluru FC và FC Goa. Bengaluru F.C. đã giành chiến thắng nhờ bàn thắng muộn của hậu vệ Rahul Bheke và giành chức vô địch. Đây là chức vô địch Indian Super League đầu tiên của Bengaluru F.C. sau khi để thua trong trận chung kết năm trước.
Sân vận động này cũng đã tổ chức các trận đấu của Cúp bóng đá nữ châu Á 2022.